# Herz-Jesu-Basilika (Notre Dame)

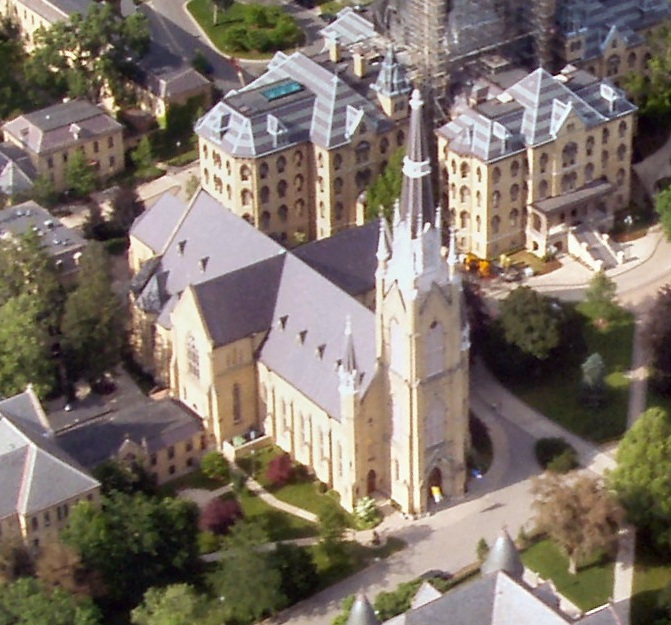
Herz-Jesu-Basilika auf dem Campus der University of Notre Dame, Luftaufnahme

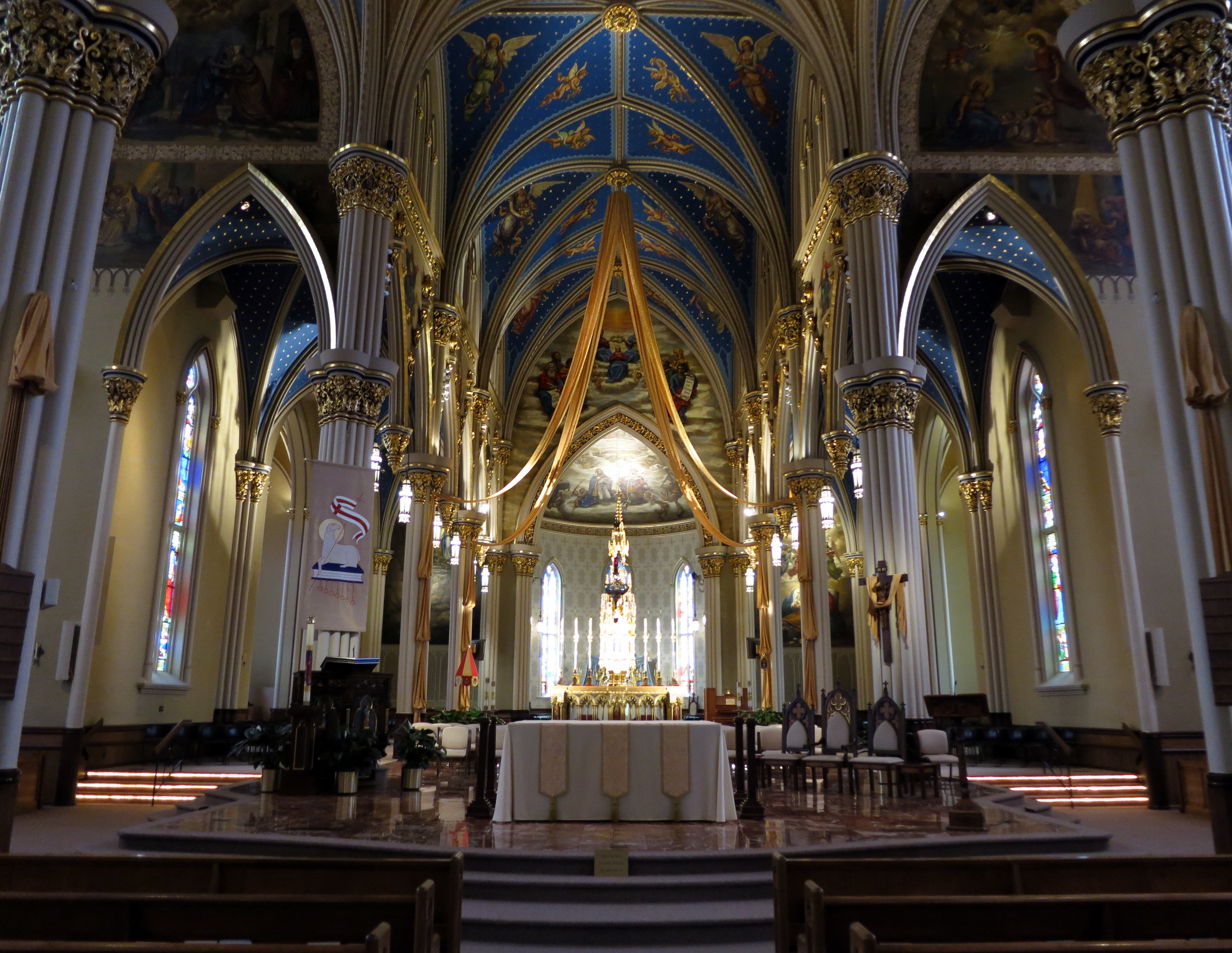
Blick durch die Vierung in den Chor

Die Herz-Jesu-Basilika (Basilica of the Sacred Heart) ist eine römisch-katholische Universitäts-, Ordens- und Wallfahrtskirche in Notre Dame, St. Joseph County, im US-Bundesstaat Indiana. Die neugotische Kirche wurde ab 1870 erbaut und am 15. August 1888 von Bischof Joseph Dwenger geweiht. Seit 1992 hat sie den Rang einer Basilica minor.

## Geschichte
Die katholische Präsenz in der Region geht zurück auf die französische Jesuitenmission des 17. Jahrhunderts. Unterbrochen durch die Niederlage Frankreichs im Kolonialkrieg 1763, wurde sie ab 1832 durch Priester der Kongregation vom Heiligen Kreuz erneuert. Edward Sorin CSC gründete die University of Notre Dame und baute, als Ersatz für eine ältere Kapelle, 1848 den Vorgängerbau der heutigen Basilika. Deren Planung begann 1870, der Grundstein wurde 1871 gelegt. 1875 konnte die erste heilige Messe in der Kirche gefeiert werden. Nach einer tiefgreifenden Restaurierung 1988–1991 verlieh ihr Papst Johannes Paul II. am 17. Januar 1992 den Basilika-Titel.
Die Herz-Jesu-Basilika ist bis heute, neben ihrer Funktion für die Universitätsgemeinschaft, Mutterkirche der Heilig-Kreuz-Kongregation in den USA. Wegen ihrer Architektur und ihrer Kunst- und Reliquienschätze wird sie von vielen Touristen und Betern besucht.

## Architektur und Ausstattung
Die Kirche ist eine dreischiffige, kreuzförmige Basilika aus Kalkstein und Ziegeln. Die neugotischen Zierformen sind besonders am 66 m hohen Turm sowie am Chor mit seinen sieben Kranzkapellen aufwendig. In dem 84 m langen und 35 m breiten Gotteshaus finden 1.000 Menschen Platz.
Dem Innenraum geben 44 großflächige, figurenreiche Buntglasfenster, gefertigt zwischen 1870 und 1890 in Le Mans, vielfarbiges Licht. Die 56 Wandbilder und die Kreuzwegstationen malte Luigi Gregori. Der Altar- und Skulpturenschmuck ist nach italienischen Vorbildern der Gotik und Renaissance gestaltet, die blaue Gewölbebemalung insbesondere nach der römischen Kirche Santa Maria sopra Minerva.
Das Geläut umfasst eine acht Tonnen schwere Bourdon-Glocke sowie ein 23-teiliges Carillon.